# Polypogon romana
Polypogon romana là một loài bướm đêm trong họ Noctuidae.